# BBC Amicale
BBC Amicale (Basketball-Club Amicale) ist ein luxemburgischer Basketballverein aus Steinsel. Der Verein spielt in der Total League und ist Mitglied des nationalen Basketballverbandes FLBB.

## Geschichte
Der Verein wurde 1947 gegründet. Es war der erste luxemburgische Verein mit einem eigenen Klubhaus und eigener Sporthalle, welche beide 1958 bezogen worden. Diese guten strukturellen Voraussetzungen schlugen sich aber zunächst nicht in den sportlichen Leistungen nieder. Erst Anfang der 1970er Jahre etablierte sich die Amicale als Topteam in der höchsten luxemburgischen Basketballliga und gewann 1971 sowie 1973 die Meisterschaft. Folglich kämpfte man vor allem gegen den T71 Dudelange um die nationale Vorherrschaft und unterlag Mitte der 1970er zunächst. Die Saison 1977/78 schloss die Amicale jedoch wieder als Meister ab, ebenso 1980, 1981, 2016, 2017, 2018 und 2022. Mit den neu gewonnenen Meisterschaften ist BBC Amicale das fünfterfolgreichste Team in Luxemburg. Außerdem gewann der Klub zwischen 1971 und 2018 siebenmal den luxemburgischen Pokal.
Nachdem man in der jüngeren Vergangenheit nur Meisterschaften im Jugendbereich feiern konnte, erreichte man 2013 erstmals nach dreizehn Jahren wieder die Finalserie um die Meisterschaft der Herren, in denen man gegen Titelverteidiger T71 Dudelange antrat. Bekanntere Spieler, die auch in der deutschen Basketball-Bundesliga spielten, waren der estnische Nationalspieler Margus Metstak und der tschechische Nationalspieler Kamil Novák. Beim Meisterschaftsfinale 2013 gehörten unter anderem der US-Amerikaner Reggie Golson und der luxemburgische Nationalspieler Samy Picard dem Kader an. Im Jahr 2016 wurde man nach 35 Jahren wieder luxemburgischer Meister.
Die Damenmannschaft gewann 1970 zum ersten Mal in der Geschichte des Vereins die Meisterschaft.

## Erfolge

### Herren
- 9× Luxemburgischer Meister (1971, 1973, 1978, 1980, 1981, 2016, 2017, 2018, 2022, 2024)
- 7× Luxemburgischer Pokalsieger (1971, 1978, 1979, 1980, 2015, 2017, 2018)

### Damen
- 7× Luxemburgischer Meister (1970, 1974, 1975, 2015, 2016, 2017, 2018)
- 4× Luxemburgischer Pokalsieger (1974, 2017, 2018, 2019)